# Фастівська міська рада
Фа́стівська міська́ ра́да — орган місцевого самоврядування Фастівської громади, розташована у місті Фастів.

## Загальні відомості
- Територія ради: 43 км²
- Населення ради: 47 617 осіб (станом на 1 вересня 2015 року)[1]
- Територією ради протікає річка Унава

## Склад ради
Рада складається з 34 депутатів та голови.
- Голова ради: Нетяжук Михайло Володимирович
- Секретар ради: Ясінський Сергій Анатолійович

### Керівний склад попередніх скликань
| Прізвище, ім'я, по батькові   | Основні відомості                                                                                     | Дата обрання | Дата звільнення |
| ----------------------------- | --- | ------------ | --------------- |
| Тимофієв Володимир Опанасович | Міський голова, 1950 року народження, безпартійний                                                    | 26.03.2006   | 01.02.2008      |
| Нетяжук Михайло Володимирович | Міський голова, 1979 року народження, освіта вища, безпартійний                                       | 25.05.2014   | 25.10.2015      |
| Нетяжук Михайло Володимирович | Міський голова, 1979 року народження, освіта вища, безпартійний, від політичної партії «Нові обличчя» | 25.10.2015   |                 |

Примітка: таблиця складена за даними сайту Верховної Ради України та ЦВК

### Депутати VII скликання
За результатами місцевих виборів 2015 року депутатами ради стали:

#### За суб'єктами висування
| Суб'єкт висування                                          | Кількість обраних депутатів | %     |
| ---------------------------------------------------------- | --------------------------- | ----- |
| Політична партія «Нові обличчя»                            | 9                           | 26.47 |
| Партія Блок Петра Порошенка «Солідарність»                 | 5                           | 14.71 |
| Політична партія «Об'єднання „Самопоміч“»                  | 4                           | 11.76 |
| Політична партія Всеукраїнське об'єднання «Батьківщина»    | 4                           | 11.76 |
| Радикальна партія Олега Ляшка                              | 3                           | 8.82  |
| Політична партія «Третя Сила»                              | 3                           | 8.82  |
| Політична партія Всеукраїнське об'єднання «Свобода»        | 2                           | 5.88  |
| Політична партія «Опозиційний блок»                        | 2                           | 5.88  |
| Політична партія «Українське Об'єднання патріотів — УКРОП» | 2                           | 5.88  |

#### За округами
| № округу                                                   | Прізвище, ім'я, по батькові      | Дата нар.  | Освіта              | Партійна приналежність                                           | Відомості                                                                   |
| ---------------------------------------------------------- | -------------------------------- | ---------- | ------------------- | ---------------------------------------------------------------- | --------------------------------------------------------------------------- |
| Політична партія «Нові обличчя»                            |                                  |            |                     |                                                                  |                                                                             |
| 13                                                         | Бабенко Ольга Володимирівна      | 07.03.1966 | вища                | безпартійна                                                      | Фастівської ЗОШ № 10, вчитель початкових класів                             |
| 5                                                          | Бевза Сергій Леонідович          | 02.01.1964 | професійно-технічна | безпартійний                                                     | Приватне підприємство                                                       |
| 21                                                         | Кисленко Ірина Вікторівна        | 09.01.1967 | вища                | безпартійна                                                      | Фастівська ЗОШ № 10, вчитель початкових класів                              |
| 26                                                         | Зикова Олена Борисівна           | 23.05.1967 | вища                | безпартійна                                                      | Виконком Фастівської міської ради, заступник міського голови                |
| 9                                                          | Шевчук Оксана Валентинівна       | 04.06.1988 | вища                | безпартійна                                                      | Заміський комплекс «Дубравушка» TOB «Івент-Комфорт», адміністратор          |
| 25                                                         | Муляр Мирослава Станіславівна    | 01.01.1968 | вища                | безпартійна                                                      | ЗОШ І-ІІІ ступенів № 5 м. Фастова, директор                                 |
| 27                                                         | Будишевська Юлія Юріївна         | 12.09.1966 | вища                | безпартійна                                                      | Приватне підприємство                                                       |
| 30                                                         | Трухан Олена Леонідівна          | 22.04.1962 | вища                | безпартійна                                                      | СЗШ І-ІІІ ступенів № 4, вчитель початкових класів                           |
| 24                                                         | Тхоржевська Леся Олександрівна   | 26.07.1973 | вища                | безпартійна                                                      | ТОВ «Аргус Універсал — К», заступник генерального директора                 |
| ПАРТІЯ "БЛОК ПЕТРА ПОРОШЕНКА «СОЛІДАРНІСТЬ»                |                                  |            |                     |                                                                  |                                                                             |
| пк                                                         | Хапанцев Олександр Сергійович    | 19.03.1983 | вища                | член ПАРТІЇ "БЛОК ПЕТРА ПОРОШЕНКА «СОЛІДАРНІСТЬ»                 | Приватне підприємство                                                       |
| 2                                                          | Скурська Людмила Миколаївна      | 14.07.1953 | вища                | член ПАРТІЇ "БЛОК ПЕТРА ПОРОШЕНКА «СОЛІДАРНІСТЬ»                 | пенсіонерка                                                                 |
| 16                                                         | Половко Максим Віталійович       | 13.12.1983 | вища                | член ПАРТІЇ "БЛОК ПЕТРА ПОРОШЕНКА «СОЛІДАРНІСТЬ»                 | Безробітний                                                                 |
| 29                                                         | Остапенко Сергій Олександрович   | 08.05.1967 | професійно-технічна | член ПАРТІЇ "БЛОК ПЕТРА ПОРОШЕНКА «СОЛІДАРНІСТЬ»                 | ТОВ «ТД- Транс», директор                                                   |
| 12                                                         | Войтина Оксана Богданівна        | 16.02.1976 | загальна середня    | член ПАРТІЇ "БЛОК ПЕТРА ПОРОШЕНКА «СОЛІДАРНІСТЬ»                 | Рефрижераторне депо, слюсар                                                 |
| політична партія Всеукраїнське об'єднання «Батьківщина»    |                                  |            |                     |                                                                  |                                                                             |
| пк                                                         | Кириченко Ігор Валерійович       | 15.05.1979 | вища                | член політичної партії Всеукраїнське об'єднання «Батьківщина»    | ПП «Прімсервіс», директор                                                   |
| 33                                                         | Датко Наталія Іванівна           | 02.02.1966 | вища                | член політичної партії Всеукраїнське об'єднання «Батьківщина»    | СП «Агропроменерго», інспектор відділу кадрів                               |
| 32                                                         | Смольницька Олена Василівна      | 20.03.1959 | вища                | член політичної партії Всеукраїнське об'єднання «Батьківщина»    | Приватне підприємство                                                       |
| 10                                                         | Гарвона Віктор Степанович        | 16.06.1978 | вища                | член політичної партії Всеукраїнське об'єднання «Батьківщина»    | ТОВ «Стілворк», провідний фахівець відділу управління проектами             |
| Політична партія "Об'єднання «САМОПОМІЧ»                   |                                  |            |                     |                                                                  |                                                                             |
| пк                                                         | Прозоров Сергій Олексійович      | 26.04.1967 | професійно-технічна | безпартійний                                                     | Приватне підприємство                                                       |
| 17                                                         | Онищук Станіслав Максимович      | 18.08.1958 | вища                | безпартійний                                                     | ПП «Фарт», директор                                                         |
| 20                                                         | Вишневецька Тетяна Станіславівна | 31.12.1983 | вища                | безпартійна                                                      | Безробітна                                                                  |
| 18                                                         | Кудь Роман Володимирович         | 29.03.1980 | вища                | член Політичної партії "Об'єднання «САМОПОМІЧ»                   | ДП «Пропан», оператор                                                       |
| Політична Партія «Третя Сила»                              |                                  |            |                     |                                                                  |                                                                             |
| пк                                                         | Ясінський Сергій Анатолійович    | 04.12.1961 | професійно-технічна | член Політичної Партії «Третя Сила»                              | Приватне підприємство                                                       |
| 8                                                          | Снігур Андрій Миколайович        | 16.07.1969 | вища                | безпартійний                                                     | КП «Фаствський міський ринок», директор                                     |
| 11                                                         | Базюченко Наталія Миколаївна     | 19.07.1984 | вища                | член Політичної Партії «Третя Сила»                              | ТДВ «Електронагрівач», бухгалтер                                            |
| Радикальна партія Олега Ляшка                              |                                  |            |                     |                                                                  |                                                                             |
| пк                                                         | Корецький Андрій Вікторович      | 14.12.1972 | вища                | член Радикальної партії Олега Ляшка                              | Товариство з обмеженою відповідальністю «Анкор-Технолоджі», директор        |
| 5                                                          | Герасимчук Віктор Володимирович  | 06.03.1969 | загальна середня    | безпартійний                                                     | Приватне підприємство                                                       |
| 27                                                         | Неживий Іван Олександрович       | 25.01.1975 | вища                | безпартійний                                                     | Центр громадських ініціатив «Інформаційне суспільство», заступник голови    |
| політична партія Всеукраїнське об'єднання «Свобода»        |                                  |            |                     |                                                                  |                                                                             |
| пк                                                         | Яковюк Геннадій Володимирович    | 07.07.1968 | вища                | член політичної партії Всеукраїнське об'єднання «Свобода»        | Фастівська міська рада, заступник Фастівського міського голови з питань ЖКГ |
| 24                                                         | Петруньок Олександр Петрович     | 11.09.1970 | професійно-технічна | член політичної партії Всеукраїнське об'єднання «Свобода»        | магазин «ЕЛЕКТРОСИЛА», консультант продавець                                |
| Політична Партія «Опозиційний блок»                        |                                  |            |                     |                                                                  |                                                                             |
| пк                                                         | Нестеренко Олег Олександрович    | 15.12.1967 | вища                | член Політичної Партії «Опозиційний блок»                        | Безробітний                                                                 |
| 9                                                          | Федун Олександр Олександрович    | 25.05.1961 | професійно-технічна | член Політичної Партії «Опозиційний блок»                        | ТОВ «Фастів авто транс», заступник директора                                |
| ПОЛІТИЧНА ПАРТІЯ «УКРАЇНСЬКЕ ОБ'ЄДНАННЯ ПАТРІОТІВ — УКРОП» |                                  |            |                     |                                                                  |                                                                             |
| пк                                                         | Войтенко Валентина Леонідівна    | 06.11.1966 | вища                | член ПОЛІТИЧНОЇ ПАРТІЇ «УКРАЇНСЬКЕ ОБ'ЄДНАННЯ ПАТРІОТІВ — УКРОП» | ТОВ «АСТ», регіональний менеджер                                            |
| 23                                                         | Наливайко Світлана Олегівна      | 25.01.1981 | вища                | безпартійна                                                      | Фастівська Загальноосвітня школа I–III ст.№ 10, вчитель інформатика         |

### Депутати VI скликання
За результатами місцевих виборів 2010 року депутатами ради стали:

#### За суб'єктами висування
| Суб'єкт висування                                   | Кількість обраних депутатів | %    |
| --------------------------------------------------- | --------------------------- | ---- |
| Партія регіонів                                     | 24                          | 53,3 |
| Народна Партія                                      | 4                           | 8,9  |
| Партія «Реформи і порядок»                          | 3                           | 6,7  |
| Політична партія «Нова політика»                    | 3                           | 6,7  |
| Політична партія «Фронт Змін»                       | 3                           | 6,7  |
| Всеукраїнська партія «Нова Сила»                    | 2                           | 4,4  |
| Політична партія Всеукраїнське об'єднання «Свобода» | 2                           | 4,4  |
| Політична партія «УДАР»                             | 2                           | 4,4  |
| Партія «Жінки за майбутнє»                          | 1                           | 2,2  |
| Політична партія «Сильна Україна»                   | 1                           | 2,2  |

#### За округами
| № округу                                                                             | Прізвище, ім'я, по батькові        | Дата визнання обраним | Освіта           | Партійна приналежність                                                                     | Відомості про обраного депутата                                                                              |
| ------------------------------------------------------------------------------------ | ---------------------------------- | --------------------- | ---------------- | ------------------------------------------------------------------------------------------ | --- |
| Всеукраїнська партія «Нова Сила»                                                     |                                    |                       |                  |                                                                                            | |
| б/м                                                                                  | Тимофієв Володимир Опанасович      | 05.11.2010            | вища             | член Всеукраїнської партії «Нова сила»                                                     | пенсіонер |
| б/м                                                                                  | Гутевич Юрій Станіславович         | 05.11.2010            | вища             | позапартійний                                                                              | пенсіонер |
| Народна Партія                                                                       |                                    |                       |                  |                                                                                            | |
| б/м                                                                                  | Павловський Сергій Петрович        | 05.11.2010            | вища             | член Народної партії                                                                       | ПП «Вирій», генеральний директор                                                                             |
| б/м                                                                                  | Снігур Андрій Миколайович          | 05.11.2010            | вища             | член Народної партії                                                                       | приватний підприємець                                                                                        |
| 3                                                                                    | Ярієв Асіман Фархад                | 01.11.2010            | незакінчена вища | член Народної партії                                                                       | приватний підприємець                                                                                        |
| 9                                                                                    | Чіпко Лариса Дмитрівна             | 01.11.2010            | вища             | член Народної партії                                                                       | загальноосвітня школа № 10, директор                                                                         |
| Партія «Жінки за майбутнє» Всеукраїнське політичне об'єднання                        |                                    |                       |                  |                                                                                            | |
| 2                                                                                    | Скурська Людмила Миколаївна        | 01.11.2010            | вища             | член «Жінки за майбутнє» Всеукраїнського політичного об'єднання                            | приватний підприємець                                                                                        |
| Партія регіонів                                                                      |                                    |                       |                  |                                                                                            | |
| б/м                                                                                  | Нестеренко Олег Олександрович      | 05.11.2010            | вища             | член Партії регіонів                                                                       | Фастівська міська рада, перший заступник в. о. міського голови                                               |
| б/м                                                                                  | Кудряшов Андрій Михайлович         | 05.11.2010            | вища             | член Партії регіонів                                                                       | Видавничий дім «Купол», директор                                                                             |
| б/м                                                                                  | Оберемок Вадим Олексійович         | 05.11.2010            | вища             | член Партії регіонів                                                                       | фізична особа-підприємець                                                                                    |
| б/м                                                                                  | Савченко Ігор Олегович             | 05.11.2010            | вища             | член Партії регіонів                                                                       | фізична особа-підприємець                                                                                    |
| б/м                                                                                  | Жуков Віталій Геннадійович         | 05.11.2010            | вища             | член Партії регіонів                                                                       | Міський парк культури та відпочинку ім. Ю.Гагаріна, директор                                                 |
| б/м                                                                                  | Береза Світлана Василівна          | 05.11.2010            | вища             | член Партії регіонів                                                                       | Інститут Держави та права ім. В. М. Корецького НАН України, заступник завідувача центру гендерних досліджень |
| б/м                                                                                  | Мотик Володимир Миколайович        | 05.11.2010            | вища             | член Партії регіонів                                                                       | Фастівська ОДПІ, начальник фастівської одпі                                                                  |
| 1                                                                                    | Єлісевич Олег Володимирович        | 01.11.2010            | вища             | член Партії регіонів                                                                       | ТОВ «Карал», директор                                                                                        |
| 5                                                                                    | Сальніков Віктор Вікторович        | 01.11.2010            | вища             | член Партії регіонів                                                                       | ТОВ «ПБК» Модуль", генеральний директор                                                                      |
| 6                                                                                    | Власенко Оксана Миколаївна         | 01.11.2010            | вища             | член Партії регіонів                                                                       | КП КОР «Фастівське МБТІ», директор                                                                           |
| 7                                                                                    | Федун Олександр Олександрович      | 01.11.2010            | середня          | член Партії регіонів                                                                       | фізична особа-підприємець                                                                                    |
| 8                                                                                    | Сидоренко Валерій Васильович       | 01.11.2010            | вища             | член Партії регіонів                                                                       | «Укррефтранс», перший заступник директора                                                                    |
| 10                                                                                   | Костючок Ігор Анатолійович         | 01.11.2010            | вища             | член Партії регіонів                                                                       | ПП «БОРКА», директор                                                                                         |
| 11                                                                                   | Блощаневич Валентин Станіславович  | 01.11.2010            | вища             | член Партії регіонів                                                                       | Державна інспекція архітектури, головний інспектор                                                           |
| 12                                                                                   | Хабібуліна Людмила Миколаївна      | 01.11.2010            | вища             | член Партії регіонів                                                                       | Фастівська міська рада, заступник міського голови з фінансово-господарських питань                           |
| 13                                                                                   | Ярощенко Василь Петрович           | 01.11.2010            | вища             | член Партії регіонів                                                                       | ДП ВАТ "Київський завод Металовиробів, директор                                                              |
| 15                                                                                   | Юшков Дмитро Миколайович           | 01.11.2010            | вища             | член Партії регіонів                                                                       | Фастівський комбінат комунальних підприємств, начальник                                                      |
| 16                                                                                   | Кириленко Олександр Григорович     | 01.11.2010            | середня          | член Партії регіонів                                                                       | фізична особа-підприємець                                                                                    |
| 17                                                                                   | Сподін Олексій Геннадійович        | 01.11.2010            | вища             | член Партії регіонів                                                                       | ТОВ «Інтергранітсервіс-М», директор, приварив підприємець                                                    |
| 18                                                                                   | Поліщук Галина Федорівна           | 01.11.2010            | вища             | позапартійна                                                                               | Фастівська міська рада, в.о. міського голови                                                                 |
| 20                                                                                   | Юшкова Ірина Леонідівна            | 01.11.2010            | вища             | член Партії регіонів                                                                       | фізична особа-підприємець                                                                                    |
| 21                                                                                   | Матвійчук Валентина Адольфівна     | 01.11.2010            | вища             | член Партії регіонів                                                                       | КП «Спецкомунтранс», директор                                                                                |
| 22                                                                                   | Юшков Сергій Миколайович           | 01.11.2010            | вища             | член Партії регіонів                                                                       | КП КОР «Поліфаст», директор                                                                                  |
| 23                                                                                   | Савочка Микола Миколайович         | 01.11.2010            | вища             | член Партії регіонів                                                                       | Житлово-експлуатаційна контора, начальник                                                                    |
| Партія «Реформи і порядок»                                                           |                                    |                       |                  |                                                                                            | |
| б/м                                                                                  | Ситнік Віктор Петрович             | 05.11.2010            | вища             | позапартійний                                                                              | тимчасово не працює                                                                                          |
| б/м                                                                                  | Онишук Станіслав Максимович        | 05.11.2010            | вища             | позапартійний                                                                              | ПП «Фарт», директор                                                                                          |
| б/м                                                                                  | Притуленко Володимир Олександрович | 05.11.2010            | вища             | член Партії «Реформи і порядок»                                                            | тов «Еко-таксі», директор                                                                                    |
| Політична партія Всеукраїнське об'єднання «Свобода»                                  |                                    |                       |                  |                                                                                            | |
| б/м                                                                                  | Яковюк Генадій Володимирович       | 05.11.2010            | вища             | член Всеукраїнського об'єднання «Свобода»                                                  | приватний підприємець                                                                                        |
| 4                                                                                    | Бевза Сергій Леонідович            | 01.11.2010            | середня          | позапартійний                                                                              | приватний підприємець                                                                                        |
| Політична партія «Нова політика»                                                     |                                    |                       |                  |                                                                                            | |
| б/м                                                                                  | Ничипоренко Олег Едуардович        | 05.11.2010            | вища             | член Політичної партії «Нова політика»                                                     | компанії, директор                                                                                           |
| б/м                                                                                  | Шептуха Анатолій Олександрович     | 05.11.2010            | середня          | член Політичної партії «Нова політика»                                                     | приватний підприємець                                                                                        |
| 14                                                                                   | Банасько Віктор Михайлович         | 01.11.2010            | середня          | член Політичної партії «Нова політика»                                                     | Моторвагонне ДЕПО, машиніст електропотягу                                                                    |
| Політична партія «Сильна Україна»                                                    |                                    |                       |                  |                                                                                            | |
| б/м                                                                                  | Ющенко Ольга Петрівна              | 05.11.2010            | вища             | член Політичної партії «Сильна Україна»                                                    | Представництво МАУП, директор                                                                                |
| Політична партія «УДАР (Український Демократичний Альянс за Реформи) Віталія Кличка» |                                    |                       |                  |                                                                                            | |
| б/м                                                                                  | Желовага Ярослав Миколайович       | 05.11.2010            | вища             | член Політичної партії «УДАР (Український Демократичний Альянс за Реформи) Віталія Кличка» | ПП «Бабілон-Фаст», директор                                                                                  |
| б/м                                                                                  | Маленівський Віктор Володимирович  | 05.11.2010            | середня          | член Політичної партії «УДАР (Український Демократичний Альянс за Реформи) Віталія Кличка» | підприємець                                                                                                  |
| Політична партія «Фронт Змін»                                                        |                                    |                       |                  |                                                                                            | |
| б/м                                                                                  | Попко Олександр Володимирович      | 05.11.2010            | вища             | член Політичної партії «Фронт Змін»                                                        | ТОВ «Фоззі-фуд», керівник служби                                                                             |
| б/м                                                                                  | Довгопол Валерій Миколайович       | 05.11.2010            | вища             | член Політичної партії «Фронт Змін»                                                        | ТОВ «УКР НЕТ Фастівський регіон», директор                                                                   |
| 19                                                                                   | Гагарін Юрій Юрійович              | 01.11.2010            | вища             | член Політичної партії «Фронт Змін»                                                        | ДП ЗАТ «Оболонь»"Пивоварня Зіберта", начальник відділу продаж                                                |